# جمعیت اسلامی پرستاران ایران
جمعیت اسلامی پرستاران ایران تشکلی است مستقل در ایران و از پرستاران و دیگر افراد عضو کادر درمان تشکیل شده است. ریاست این جمعیت را دکتر سیامک عزیزی عهده دار است.